# Středoevropský čas

Modrá, západoevropský čas – ZEČ (WET/UTC)
Červená, středoevropský čas – SEČ (CET/UTC+1)
Žlutá, východoevropský čas – VEČ (EET/UTC+2)
Zelená, východoevropský čas – (FET/UTC+3)

Středoevropský čas, zkratka SEČ (anglicky Central European Time, CET) je pásmový čas platný pro střední Evropu, časové pásmo od 15° východní délky.
SEČ = UTC + 1 hod. Středoevropský čas platí ve většině evropských států: v Česku a Slovensku, také v Německu, Polsku, Maďarsku, Rakousku, Švýcarsku, Nizozemsku, Francii, Itálii, Španělsku, Norsku, Švédsku a v dalších zemích.
Nesprávně bývá při změnách času zmiňován jako „zimní čas“, avšak pravý zimní čas (SEZČ) platil v Československu naposledy od 1. prosince 1946 do 23. února 1947.
V období od konce března do konce října je ve většině států Evropy zaváděn středoevropský letní čas (SELČ).

## Historie užívání
Rakousko-uherské železnice a pošty přijaly SEČ 1. října 1891. V letech 1968 a 1971 byl středoevropský čas pokusně zaveden také ve Velké Británii.